# X-Type-Fallschirm
Der X-Type war ein Rundkappenfallschirm, der von den beiden Herstellern Irvin aus den USA und GQ Parachute Company aus Großbritannien für die Fallschirmjäger der britischen Armee im Zweiten Weltkrieg entwickelt wurde und noch viele Jahre danach im Einsatz war.

## Entwicklung

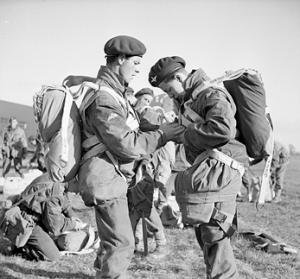
Vorbereitung zum Sprung

Die ersten zu Test- und Ausbildungszwecken bei der britischen Fallschirmjägertruppe genutzten Fallschirme waren die bei Piloten als Rettungsfallschirm verwendeten Irvin-Fallschirme. Sie waren so konstruiert, dass sie in einem Notfall vom Piloten nach dem Ausstieg aus dem Flugzeug manuell geöffnet werden konnten. Um den Irvin-Fallschirm im Reihensprung in niedrigen Höhen einsetzen zu können, wurden der Handgriff am Gurtzeug und das Flugzeug mit einer Aufziehleine verbunden. Mit dieser behelfsmäßigen Konstruktion wurden an der Ringway-Fallschirmjägerschule bei Manchester die ersten Soldaten ausgebildet und 135 Sprünge erfolgreich absolviert, bis es wegen einer nicht richtig geöffneten Fallschirmkappe zum ersten tödlichen Unfall kam.
Während des darauf befohlenen Sprungverbots wendete man sich an Sir Raymond Quilter und James Gregory, die mit ihrer Firma GQ Parachute Company bereits seit 1934 Fallschirme herstellten. Quilter hatte zu dem Zeitpunkt einen Fallschirm mit Verpackungsschlauch und Aufziehleine entwickelt. Somit brauchte er nur wenige Tage, um sein Konzept für einen automatisch öffnenden Sprungfallschirm für die bisher verwendete Fallschirmkappe und Gurtzeug des Herstellers Irvin mit einem Packschlauch und Verpackungssack anzupassen. Nach mehreren Hundert Abwürfen von Dummys und darauf folgenden Versuchssprüngen durch Ausbilder war ein Fallschirm entstanden, der die nächsten Jahrzehnte kaum verändert wurde. Der X-Type Fallschirm – damals auch als Statichute bezeichnet – hatte eine sinnvoll integrierte Aufziehleine mit Verpackungssack und damit auch einen Öffnungsvorgang, der den amerikanischen und deutschen Fallschirmen jener Zeit überlegen war.
Beim X-Type wurden, im Gegensatz zum ursprünglichen Irvin-Modell, zuerst die Fangleinen aus der Packhülle gezogen und gestrafft, bevor die Fallschirmkappe aus dem Verpackungssack gezogen wurde. Anders als bei anderen Fallschirmmustern kam es deswegen zu einem geringeren Öffnungsstoß. Dadurch verringerte sich auch die Gefahr von Fehlöffnungen der Fallschirme, weil weder Teile der Kappe noch der Springer zwischen die Fangleinen geraten konnte. Wegen dieser Vorzüge gilt der X-Type als der zuverlässigste Fallschirm des Zweiten Weltkriegs. So kam bis zum Februar 1943 bei 92.000 Sprüngen zu lediglich 26 tödlichen Unfällen, und das obwohl die britische Fallschirmjägertruppe erst Mitte der 1950er Jahre mit Reservefallschirmen ausgerüstet wurde. Das Vertrauen der Soldaten in den Fallschirm war so groß, dass sie während der Suezkrise in Ägypten lieber mit mehr Munition absprangen als mit dem erst kurz vorher eingeführten Reserveschirm.

## Konstruktion

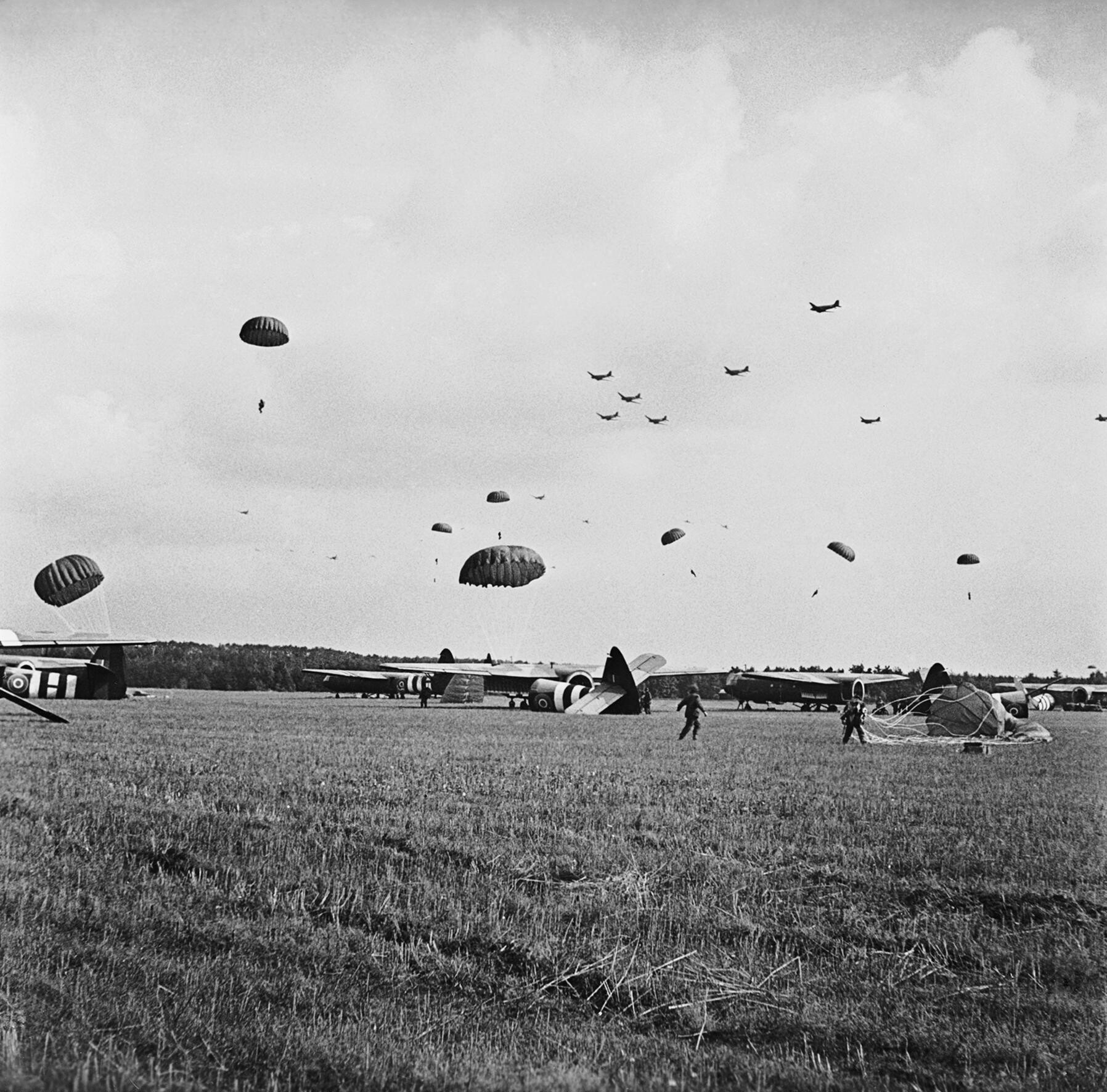
Fallschirmjäger beim Übungssprung

Der X-Type-Fallschirm besteht aus den vier Hauptbaugruppen Fallschirmkappe, Verpackungssack, Packhülle und Gurtzeug. Die Fallschirmkappe aus 28 Bahnen mit je 4 Feldern maß 8,5 m im Durchmesser und wurde anfangs aus Seide gefertigt. Am Scheitelpunkt wurde eine 56 cm breite Öffnung gelassen, um ein Pendeln zu vermeiden. Die 28 Fangleinen mit einer Länge von 7,6 m hatten eine minimale Zugfestigkeit von 181 kg und waren über vier D-Ringe mit dem Gurtzeug verbunden. Der Verpackungssack umschloss die gepackte Fallschirmkappe und war mit der Scheitelöffnung der Kappe an einem Sollbruchband verbunden, welches riss, sobald Fangleinen und Fallschirmkappe zur vollen Länge gestreckt waren. Unter einer großen Klappe des Verpackungssacks waren die Fangleinen sauber eingeschlauft. Am Verpackungssack war die Aufziehleine befestigt. Die Packhülle war fest mit dem Gurtzeug am Rücken des Springers vernäht und umschloss mit seinen vier Stoffklappen den Verpackungssack. Das Sollbruchband mit geringer Zugfestigkeit sicherte die Klappen, bis es beim Sprung riss und den Verpackungssack freigab.
Das Gurtzeug bestand aus einem Sitzgurt mit Schulter-, Rücken-, Brust- und Beingurten. Der zylinderförmige Schnellverschluss lag kurz oberhalb des Bauchs und sicherte die Bein- und Brustgurte. Zum Öffnen brauchte man das Oberteil des Verschlusses nur drehen und eindrücken und konnte danach einfach aus dem Gurtzeug steigen. Bei den Nachkriegsmodellen hatte der Schnellverschluss einen orangefarbenen Streifen auf der Vorderseite. Anders als beim ersten Modell gab der Schnellverschluss auch alle Gurte frei und behielt nicht, wie bei der ersten Ausführung, einen Schultergurt im Verschluss. Das Gurtzeug wurde im Laufe der Produktionszeit aus verschiedenfarbigen Geweben und Nähten gefertigt. Waren die Gurte zuerst aus weißem Material gefertigt worden, so erhielten sie später eine braune Färbung.
Bedingt durch den Kriegseintritt der Japaner wurde die Versorgungslage mit Seide so schlecht, dass die Fallschirmkappe aus Baumwollgewebe mit der speziellen Ramexwebart gefertigt wurde. Gleichzeitig begann man die Fallschirme auch in einem hellen Braunton zu färben und sogar Modelle mit einem Flecken-Tarnmuster herzustellen. Diese eigneten sich insbesondere für die Sprünge der Special Operations Executive (SOE) hinter den feindlichen Linien. Für diesen Zweck wurde auch eine X-Type-Version mit einer 9,75 m breiten Kappe entwickelt.
Ab dem Ende des Zweiten Weltkrieges wurde der X-Type aus Nylon gefertigt. Dadurch erhöhte sich die Sicherheit, da es bis dahin beim Sprung mit einem nicht absolut trocken verpackten Schirm dazu kam, dass sich die Kappe nicht entfaltete. Mit der Verarbeitung des weniger stark aneinanderklebenden Nylons konnten diese Vorfälle, stark reduziert werden.
Der Fallschirmspringer konnte den X-Type durch Slipen begrenzt steuern, indem er an einem der vier Hauptgurte zog. Dadurch wurde die Fallschirmkappe in einem Bereich heruntergezogen, sodass an der gegenüberliegenden Seite Luft entwich und ein wenig Vortrieb erreicht wurde. Die Sinkgeschwindigkeit lag bei ungefähr 7 m/s.

## Nutzung

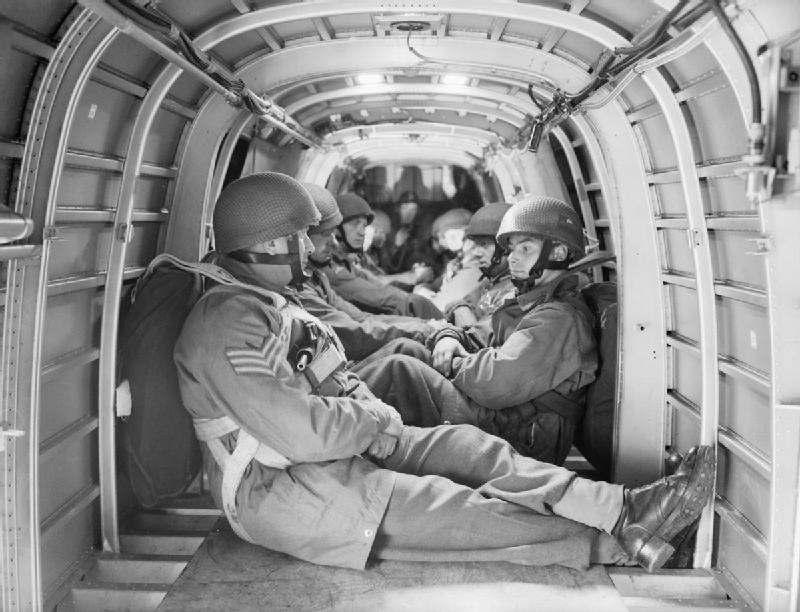
Fallschirmjäger in einem Whitley-Bomber

Erst im Jahr 1955 wurde bei der britischen Fallschirmjägertruppe ein Reserveschirm auf Basis des X-Type-Hauptschirms eingeführt, wozu das Gurtzeug vorne zwei zusätzliche D-Ringe für die Aufnahme erhielt. Der Hauptgrund, warum während des Zweiten Weltkriegs keine Reserveschirme ausgegeben wurden, lag vor allem am verwendeten Absetzflugzeug. Wegen des großen Mangels an Transportflugzeugen bei der Royal Air Force sprangen die Soldaten in Ausbildung und Einsatz aus einer Bodenluke des Armstrong-Whitworth-Whitley-Bombers. Dieses „Whitley-Loch“ war so schmal, dass kein Reservefallschirm vor der Brust getragen werden konnte. Außerdem entschied man sich wegen der geringen Absetzhöhe und der Zuverlässigkeit des X-Type und vermutlich auch wegen der Produktionskosten von £ 60 und dem Produktionsaufwand gegen einen Reserveschirm.
Mitte der 1960er Jahre wurde der X-Type als Hauptschirm von der direkten Weiterentwicklung PX-Type mit einer größeren Fallschirmkappe abgelöst. Als Reserveschirm ersetzte die PR7 Reserve den X-Type erst im Jahre 1981. Mit dem X-Type sprangen nicht nur die britischen Fallschirmjäger und Mitglieder des Special Air Service, sondern auch die Männer und Frauen des Special Operations Executive (SOE). Nach dem Zweiten Weltkrieg brachten viele ausländische Soldaten und Agenten, die beim SOE oder den Spezialeinheiten gedient hatten ihr Erfahrungen beim Fallschirmspringen und ihre Kenntnisse über den X-Type-Fallschirm zurück in ihre Heimatländer. Dadurch nutzten viele Länder diesen Fallschirm zum Aufbau einer eigenen Fallschirmtruppe, darunter: Australien, Belgien, Frankreich, Indien, Israel, Kanada, Kenia, Neuseeland, Rhodesien.
Die Fallschirme konnten im gepackten Zustand 2 Monate lang gelagert werden und mit ihnen durften maximal 25 Sprünge absolviert werden. Bei den britischen Streitkräften wurden die Fallschirme von den Frauen der Women’s Auxiliary Air Force (WAAF) gepackt, wozu sie etwa 25 Minuten pro Fallschirm brauchten.